# WTA-toernooi van Mallorca
Het WTA-toernooi van Mallorca is een jaarlijks terugkerend tennistoernooi voor vrouwen en wordt georganiseerd in Calvià op het Spaanse eiland Mallorca. De officiële naam van het toernooi is Mallorca Open.
De WTA organiseert het toernooi dat in de categorie "International" valt en wordt gespeeld op gras in de open lucht. De Santa Ponsa Tennis Club heeft vijf velden.
De eerste editie van het toernooi werd van 13 tot en met 19 juni 2016 gehouden. Garbiñe Muguruza wierp zich op als ambassadeur voor het toernooi maar verloor al in de eerste ronde van Kirsten Flipkens. De tweede editie kenmerkte zich door de terugkeer van Viktoryja Azarenka op het professionele tenniscircuit – tijdens een jaar van afwezigheid was zij moeder geworden. De eerste drie edities hadden met elkaar gemeen dat de Letse Anastasija Sevastova in de enkelspelfinale stond – zij won één keer.

## Finales

### Enkelspel
| Datum      | Naam          | Cat.          | ($)     | Ondergrond   | Winnares             | Verliezend finaliste | Uitslag       |         |
| ---------- | ------------- | ------------- | ------- | ------------ | -------------------- | -------------------- | ------------- | ------- |
| 2016-06-13 | Mallorca Open | International | 250.000 | gras, buiten | Caroline Garcia      | Anastasija Sevastova | 6-3, 6-4      | details |
| 2017-06-19 | Mallorca Open | International | 250.000 | gras, buiten | Anastasija Sevastova | Julia Görges         | 6-4, 3-6, 6-3 | details |
| 2018-06-18 | Mallorca Open | International | 250.000 | gras, buiten | Tatjana Maria        | Anastasija Sevastova | 6-4, 7-5      | details |
| 2019-06-17 | Mallorca Open | International | 250.000 | gras, buiten | Sofia Kenin          | Belinda Bencic       | 6-7, 7-6, 6-4 | details |

### Dubbelspel
| Datum      | Naam          | Cat.          | ($)     | Ondergrond   | Winnaressen                                    | Verliezend finalistes                           | Uitslag          |         |
| ---------- | ------------- | ------------- | ------- | ------------ | ---------------------------------------------- | ----------------------------------------------- | ---------------- | ------- |
| 2016-06-13 | Mallorca Open | International | 250.000 | gras, buiten | Gabriela Dabrowski María José Martínez Sánchez | Anna-Lena Friedsam Laura Siegemund              | 6-4, 6-2         | details |
| 2017-06-19 | Mallorca Open | International | 250.000 | gras, buiten | Chan Yung-jan Martina Hingis                   | Jelena Janković Anastasija Sevastova            | walk-over        | details |
| 2018-06-18 | Mallorca Open | International | 250.000 | gras, buiten | Andreja Klepač María José Martínez Sánchez     | Lucie Šafářová Barbora Štefková                 | 6-1, 3-6, [10-3] | details |
| 2019-06-17 | Mallorca Open | International | 250.000 | gras, buiten | Kirsten Flipkens Johanna Larsson               | María José Martínez Sánchez Sara Sorribes Tormo | 6-2, 6-4         | details |